# هلموت گروتروپ
 هلموت گروتروپ (انگلیسی: Helmut Gröttrup؛ زاده ۱۹۱۶ درگذشته ۱۹۸۱) یک فیزیک‌دان اهل آلمان بود.